# Ákos Kállai
Ákos Kállai (Budapest, 29 marzo 1974) è un pentatleta ungherese.

## Palmarès
In carriera ha conseguito i seguenti risultati:
- Mondiali:

Sofia 1997: oro nel pentathlon moderno a squadre.
Pesaro 2000: bronzo nel pentathlon moderno staffetta a squadre.
Millfield 2001: oro nel pentathlon moderno staffetta a squadre.
Pesaro 2003: oro nel pentathlon moderno a squadre e staffetta a squadre.
Varsavia 2005: oro nel pentathlon moderno staffetta a squadre.
Città del Guatemala 2006: oro nel pentathlon moderno staffetta a squadre ed argento a squadre.
- Europei

Székesfehérvár 1997: oro nel pentathlon moderno staffetta a squadre ed argento a squadre.
Sofia 2001: oro nel pentathlon moderno staffetta a squadre.
Usti nad Labem 2003: oro nel pentathlon moderno staffetta a squadre ed argento a squadre.
Albena 2004: oro nel pentathlon moderno staffetta a squadre.
Montepulciano 2005: oro nel pentathlon moderno staffetta a squadre ed a squadre.
Budapest 2006: oro nel pentathlon moderno staffetta a squadre.